# Stacy Dragila
Stacy Dragila, de soltera Mikaelson - (25 de marzo de 1971 en Auburn, California) es una atleta estadounidense especialista en salto con pértiga que fue campeona olímpica en los Juegos de Sídney 2000 y batió en varias ocasiones el récord mundial de la prueba.
Está considerada como la principal pertiguista femenina a nivel mundial antes de la irrupción de la rusa Yelena Isinbáyeva. Su primer gran título internacional fue en los Campeonatos del mundo en pista cubierta de París 1997. Después, ha sido dos veces campeona del mundo al aire libre (en Sevilla 1999 y Edmonton 2001) y campeona olímpica en los Juegos de Sídney 2000, en la primera vez que esta prueba formaba parte del programa de unos Juegos.
También ha sido 17 veces campeona de Estados Unidos (9 al aire libre y 8 en pista cubierta). Además de sus triunfos, logró batir en cinco ocasiones el récord mundial al aire libre, la primera vez arrebatándoselo a la australiana Emma George con 4.62m (Phoenix, 2000). También batió en seis ocasiones el récord mundial en pista cubierta.
Recibió en dos ocasiones el Premio Jesse Owens a la mejor atleta estadounidense del año (2000 y 2001)

## Resultados
| Año  | Competición                 | Lugar    | Puesto | Marca  |
| ---- | --------------------------- | -------- | ------ | ------ |
| 1997 | Campeonato del Mundo Indoor | París    | 1ª     | 4.40m  |
| 1999 | Campeonato del Mundo Indoor | Maebashi | 8ª     | 4.35m  |
| 1999 | Campeonato del Mundo        | Sevilla  | 1ª     | 4.60m  |
| 2000 | Juegos Olímpicos            | Sídney   | 1ª     | 4.60m  |
| 2001 | Campeonato del Mundo Indoor | Lisboa   | 4ª     | 4.51m  |
| 2001 | Campeonato del Mundo        | Edmonton | 1.ª    | 4.75m  |
| 2003 | Campeonato del Mundo        | París    | 4ª     | 4.55 m |
| 2004 | Campeonato del Mundo Indoor | Budapest | 2ª     | 4.81 m |

## Marcas personales
- Aire libre - 4.83 m (Ostrava, 8 Jun 2004)
- Pista cubierta - 4.78 m (Boston, 2 Mar 2003)